# Госпатрик III, граф Лотиана
Госпатрик III (англ. Gospatric III, Gospatric III, Earl of Lothian; умер в 1166 году) — англо-шотландский магнат XII века, граф Лотиан (1138—1166), затем граф Данбар и лорд Бинли.

## Биография
Представитель шотландского клана Данбар. Старший сын Госпатрика II, графа Лотиана (ум. 1138). Впервые Госпатрик упоминается в качестве свидетеля грамоты своего отца Госпатрика II, графа Лотиана, монастырю Колдингэм.
В 1138 году после смерти своего отца Госпатрик III стал 3-м графом Лотиана, унаследовав отцовские владения в Нортумберленде, Восточном Лотиане и Пограничье. Он носил титул «граф Лотиан» на своей печати. В 1139 году сын графа Госпатрик, сын Гуго де Морвиля и сын Фергуса, лорда Галлоуэя предложили стать заложниками на переговорах с королем Англии Стефаном.
Граф Лотиана был женат на шотландке по имени Дейдра, от брака с которой у него было два сына:
- Вальтеоф, граф Данбар (ум. 1182), преемник отца
- Патрик де Гринлоу, родоначальник графов Хьюм[2].

Госпатрик был крупным религиозным покровителем, он пожаловал из своих владений земельные угодья многим из соседних аббатств. Возможно, он даже принял монашество перед смертью в 1166 году. Был похоронен в Дареме.